# Diether de la Motte
Diether de la Motte (Bonn, 30 marzo 1928 – Berlino, 15 maggio 2010) è stato un compositore, teorico della musica e musicologo tedesco.

## Biografia
De la Motte cominciò a studiare composizione con Wilhelm Maler alla Nordwestdeutschen Musikakademie di Detmold nel 1947, direzione di coro con Kurt Thomas e pianoforte. Dopo aver lavorato come docente presso la scuola di musica da chiesa Dusseldorf e come redattore editoriale a Mainz nonché dopo aver seguito i corsi estivi di Darmstadt (Corsi estivi di composizione per la Nuova Musica di Darmstadt) con, tra gli altri, il compositore Ernst Křenek, insegnò dal 1962 composizione e teoria musicale presso il Conservatorio di Musica e Teatro di Amburgo. Nel 1964 fu nominato professore di ruolo e nel 1972 assunse la carica di Vicepresidente della Libera Accademia delle Arti.
Nel 1975 pubblicò il suo Manuale di armonia, che costituisce una delle primissime opere di sempre che tentano di insegnare la composizione da un punto di vista storicistico, basandosi, cioè, sull'evoluzione del linguaggio musicale nella storia e non tramite semplice enunciazione di regole. Dato il grande successo che riscosse, ad esso fecero seguito il trattato di contrappunto e il trattato sulla melodia. Con queste opere De la Motte dava inizio ad un nuovo modo di concepire l'insegnamento musicale, quello cioè di imitare i grandi compositori della storia, rendendosi indipendenti dalle asettiche regole che dall'epoca del Gradus ad Parnassum del Fux si sono diffuse nella didattica del contrappunto e dell'armonia. Il metodo di De la Motte ha trovato notevole fortuna in tutto l'Occidente, tanto da costituire ispirazione per molti altri musicologi in tutto il mondo ( ad esempio R. Dionisi, B. Zanolini, H.Owen, R.Crocker).
Dal 1982 fu professore presso l'Università (Conservatorio) di Musica e Teatro di Hannover. Nel 1988 divenne professore di teoria musicale presso l'Università della Musica e delle Arti di Vienna, dove ricoprì questo ruolo fino al 1996. Dal dicembre 2006 ha vissuto a Berlino.
Fra i suoi studenti si ricordano Manfred Trojahn, Franz Zaunschirm, Detlev Glanert e Nicholas Schapfl.
Era sposato con Helga de la Motte - Haber ( n. 1938) .

## Opere

### Composizioni
Diether de la Motte è autore di numerose composizioni di diverse direzioni stilistiche. A parte i generi tradizionali come opera, musica da camera, musica corale, ecc, ha scritto opere che coinvolgono mezzi di comunicazione elettronici.

### Libri
I suoi libri di teoria musicale sono ormai ben noti.
- Musik sind Gedichte. Musikalische Analysen von von Gedichten aus 800 Jahren (La poesia è musica. Analisi musicale di 800 anni di poesia), Bärenreiter, Kassel, 2002, ISBN 3-7618-1572-7
- Manuale di armonia, a cura di Loris Azzaroni, Astrolabio, 2007, ISBN 978-88-340-1518-6 (orig. Harmonielehre, Dtv, Monaco di Baviera, 1976-2004, ISBN 3-423-30166-X e ISBN 84-8236-105-8)
- Contrappunto - un libro di studio e di lettura, a cura di Loris Azzaroni, Ricordi, 1991, ISBN 978-88-7592-094-4 (orig. Kontrapunkt. Ein Lese-und Arbeitsbuch, Dtv, Monaco di Baviera, 1981-2002, ISBN 3-423-30146-5 e ISBN 84-8236-104-X)
- Melodia - Un libro da leggere e da studiare, a cura di Maurizio Giani, Astrolabio, 2010, ISBN 978-8834015865 (orig. Melodie. Ein Lese-und Arbeitsbuch, Dtv, Monaco di Baviera, 1993, ISBN 3-423-04611-2
- Musik Formen. Phantasie, Einfall, Originalität, Wißner-Verlag, Augusta, 1999, ISBN 3-89639-160-7
- Wege zum komponieren. Ermutigung und Hilfestellung, Bäreneiter, Kassel, 2001, ISBN 3-7618-1290-6
- Analisi musicale, a cura di Maurizio Giani, Astrolabio, 2020, ISBN 978-8834018019 (orig. Musikalische Analyse, 2 voll., Bärenreiter, Kassel, 1978, ISBN 978-3-7618-0141-3)